# Sergio Rizzo

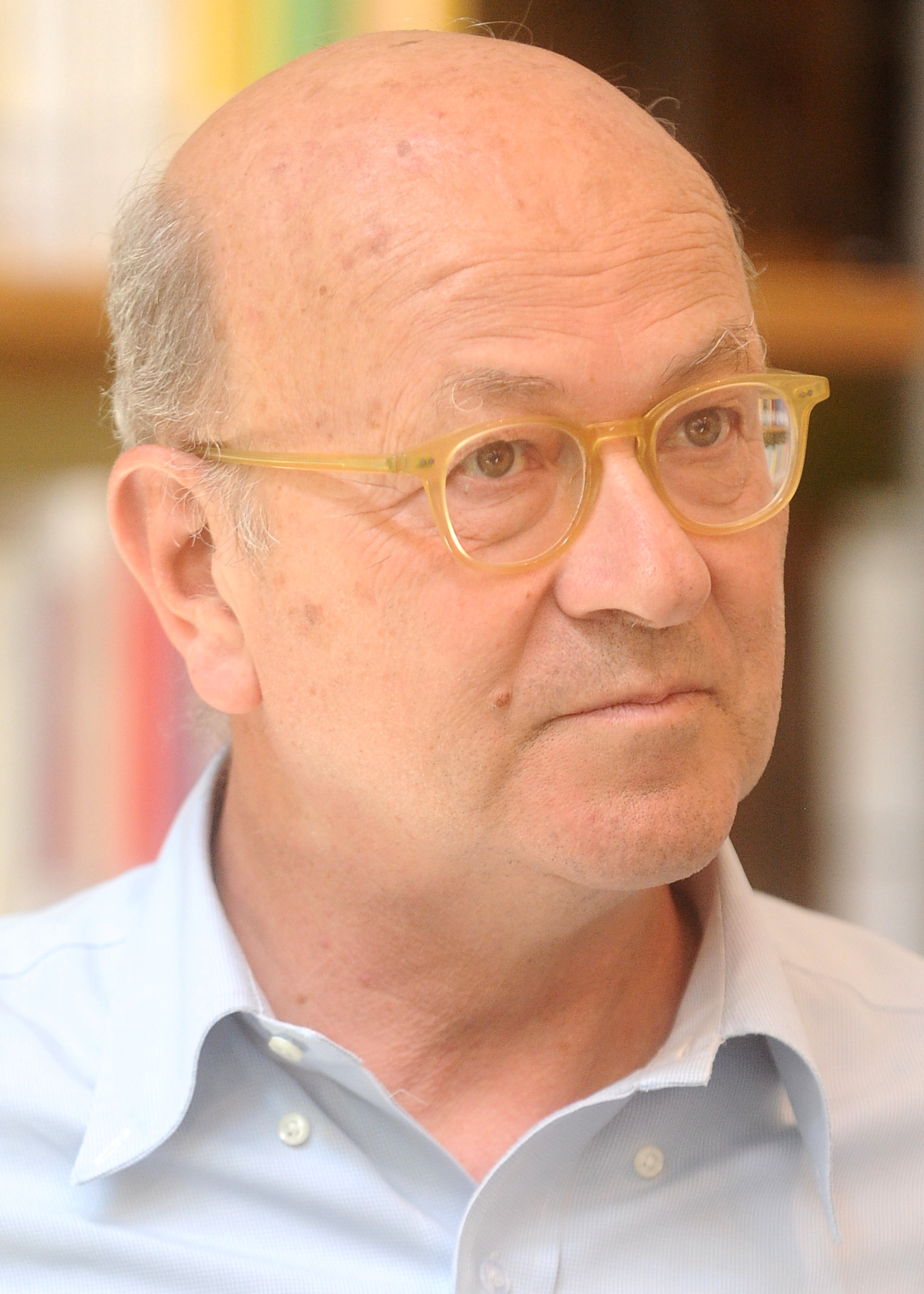
Sergio Rizzo (2018)

Sergio Rizzo (geboren am 7. September 1956 in Ivrea) ist ein italienischer Journalist und Schriftsteller.

## Leben
Sergio Rizzo studierte Architektur an der Universität La Sapienza in Rom und graduierte 1981. Seither ist er als Journalist tätig. Er begann in den Redaktionen von Milano Finanza, Il Mondo und  Giornale. Er wechselte dann in die Wirtschaftsredaktion des Corriere della Sera in Mailand. 2016/17 war er kurzzeitig Hauptstadtkorrespondent des Corriere. Er wechselte 2017
als Vizedirektor zur Zeitung Repubblica.
Mit Gian Antonio Stella schrieb er 2007 das Buch La casta über das Versagen der politischen Klasse Italiens, und ihrer Wähler, das Buch war ein Bestseller mit über einer Million Auflage.
Rizzo wurde 2015 zum Ehrenbürger von Viggianello ernannt.

## Schriften (Auswahl)
- mit Franco Bechis: In nome della rosa. La storia gloriosa e tormentata, quasi una dynasty all'italiana, della casa editrice fondata da Arnoldo Mondadori: dai lontani inizi del 1907 alle ultime, burrascose vicende che hanno coinvolto eredi litigiosi, magnati della finanza e personaggi politici. Rom : Newton Compton, 1991, ISBN 978-88-7780-066-4
- mit Stefano Sandri: I nuovi marchi. Ipsoa, 2002, ISBN 978-88-217-1756-7
- mit Gian Antonio Stella: La casta. Così i politici italiani sono diventati intoccabili. Mailand : Rizzoli, 2007, ISBN 978-88-17-01714-5
- mit Gian Antonio Stella: La deriva. Perché l'Italia rischia il naufragio. Mailand : Rizzoli, 2008, ISBN 978-88-17-02562-1
- Rapaci. Il disastroso ritorno dello Stato nell'economia italiana. Mailand : Rizzoli, 2009, ISBN 978-88-17-03049-6
- La cricca. Perché la Repubblica italiana è fondata sul conflitto d'interessi. Mailand : Rizzoli, 2010, ISBN 978-88-17-03987-1
- mit Gian Antonio Stella: La educación de la clase política en Europa. in Los laberintos de la educación, Barcelona : Gedisa, 2011
- mit Gian Antonio Stella: Vandali. L'assalto alle bellezze d'Italia. Mailand : Rizzoli, 2011, ISBN 978-88-17-05027-2
- mit Gian Antonio Stella: Licenziare i padreterni. L'Italia tradita dalla casta. Mailand : Rizzoli, 2011, ISBN 978-88-17-05402-7
- mit Gian Antonio Stella: Così parlò il Cavaliere. Nuovo dizionario del berlusconismo spinto. Mailand : Rizzoli, 2011, ISBN 978-88-17-05550-5
- mit Ernesto Menicucci: Batman & co.. Protagonisti e retroscena dello scandalo che ha travolto il Lazio. E fa tremare l'Italia. Mailand : Corriere della Sera, 2012.
- Razza stracciona. Uomini e storie di un'Italia che ha perso la rotta. Mailand : Rizzoli, 2012, ISBN 978-88-17-06268-8
- mit Gian Antonio Stella: Se muore il Sud, con Gian Antonio Stella. Mailand : Feltrinelli, 2013, ISBN 978-88-07-07032-7.
- mit Francesco Alberti, Emanuele Buzzi, Gian Antonio Stella, Aldo Grasso, Marco Imarisio, Monica Zicchiero: Ciclone Grillo, genesi e ascesa di un movimento,  Mailand : RCS MediaGroup, 2013, ISBN 978-88-6126-309-3
- Onorevoli e no. Mailand : Corriere della Sera, 2013, ISBN 978-88-6126-415-1
- Da qui all'eternità. Mailand : Feltrinelli, 2014, ISBN 978-88-07-17285-4.
- La repubblica dei brocchi. Mailand : Feltrinelli, 2016, ISBN 978-88-07-17312-7.
- Il pacco. Indagine sul grande imbroglio delle banche italiane. Mailand : Feltrinelli, 2018, ISBN 978-88-07-17336-3.
- La notte che uscimmo dall'euro. Mailand : Feltrinelli, 2018, ISBN 978-88-07-17351-6[3]